# Rafael Orozco González
Rafael Orozco González (Alajuela, Estado Libre de Costa Rica, 13 de diciembre de 1842 - San José, Costa Rica, 15 de enero de 1897), abogado, magistrado y profesor costarricense.

## Biografía
Nació en Alajuela, Estado Libre de Costa Rica, el 13 de diciembre de 1842. Hijo de Rafael Orozco y Rojas y de Marcelina González y Pérez. Se casó en San José el 23 de enero de 1868 con Elena Castro Fernández, hija de José Castro Madriz, presidente de la República, y Pacífica Fernández Oreamuno.
Obtuvo el grado de bachiller en Filosofía en la Universidad de Santo Tomás el 15 de octubre de 1860, y posteriormente se licenció en Leyes en Honduras.
Fue abogado del Banco Nacional de Costa Rica, fiscal de Hacienda Nacional, registrador general de la Propiedad, conjuez de la Corte Suprema de Justicia en 1870, subsecretario de Hacienda y Comercio de abril a diciembre de 1873, agregado de la legación especial a Guatemala encabezada por Tomás Guardia Gutiérrez en 1876, magistrado de la Sala Primera de la Corte de 1877 a 1878, presidente de la Sala Segunda de 1878 a 1880, presidente de la Corte Suprema de Justicia de Costa Rica de 1880 a 1881, de 1881 a 1882 y de 1882 a 1886. y magistrado de la Sala de Casación de 1894 a 1897. 
En la Universidad de Santo Tomás tuvo a su cargo las cátedras de Derecho Romano, Derecho Civil, Derecho Internacional y Derecho Penal. Redactó el Código Penal de 1880 y publicó la obra Elementos de Derecho Penal de Costa Rica, dedicada al presidente Tomás Guardia Gutiérrez.
Fue presidente honorario del Colegio de Abogados, miembro correspondiente de la Real Academia Española (1882) y Subdirector de los Archivos Nacionales.

## Muerte
Murió en San José, Costa Rica, el 15 de enero de 1897 a los 54 años de edad, cuando desempeñaba el cargo de magistrado de la Sala de Casación.